# Grünheide (Mark)
Grünheide település Németországban, azon belül Brandenburgban, a fővárostól, Berlintől 10 km-re keletre. Lakosainak száma 9193 fő (2023. december 31.).

## Népesség
A település népességének változása:
| Lakosok száma | 7982 | 8327 | 8872 | 8942 | 9152 | 9193 |
|               | 2010 | 2015 | 2020 | 2021 | 2022 | 2023 |

## Gazdaság
2019-ben Elon Musk bejelentette, hogy a Tesla itt építi fel „Gigafactory 4” nevű európai elektromos autógyárát.